# Transamerikalauf
Als Transamerikalauf (auch Trans-American Footrace oder TransAmerica Footrace) wird im Allgemeinen ein Etappen-Ultramarathon bezeichnet, der von Küste zu Küste der USA führt. Eine solche Veranstaltung wurde in den Jahren 1928, 1992, 1993, 1994, 1995, 2002, 2004 und 2011 von Los Angeles nach New York und im Jahr 1929 auf der umgekehrten Route durchgeführt.

## Erste Querungen und Rekorde
Die ersten die den Kontinent zu Fuß durchquerten waren 1896 Helga (* 1860) und Clara Estby (* 1876). Sie wollten ein Preisgeld von 10.000 Dollar gewinnen, um ihre Farm zu retten. Dafür lief das Mutter-Tochter-Gespann von ihrer Farm in Spokane County, Washington bis nach New York City. Sie benötigten sieben Monate, dennoch wurde das Geld, aus nicht mehr nachvollziehbaren Gründen, nicht ausgezahlt.
1909 machte sich der 70-jährige Edward Payson Weston (1839–1929) auf den Weg. Er schaffte es in etwa 100 Tagen. Die Reise war seiner Zeit auch ein großes Medienereignis. Als erste Frau lief Dr. Barbara Moore (1903–1977) im Jahr 1960 von San Francisco nach New York (66 Tage).
Im Jahr 1980 schaffte Frank Giannino Jr. die Strecke in der Rekordzeit von 46 Tagen, 8 Stunden und 36 Minute. Der aktuelle Rekord wurde 2017 von Pete Kostelnick mit 42 Tagen, 6 Stunden und 30 Minuten aufgestellt.

## Offizielle Veranstaltungen

### „Bunion Derby“ 1928

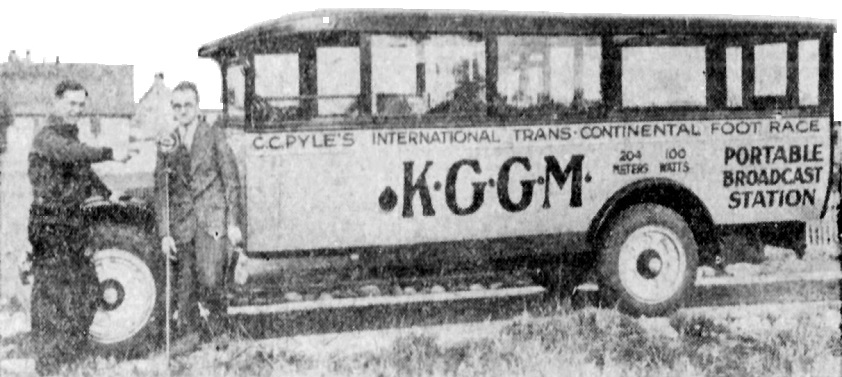
Werbefoto, das eine von C. C. Pyle gemietete „fahrbare Rundfunkstation“ zeigt, die jeden Abend Berichte entlang der Rennstrecke sendete. (1928).

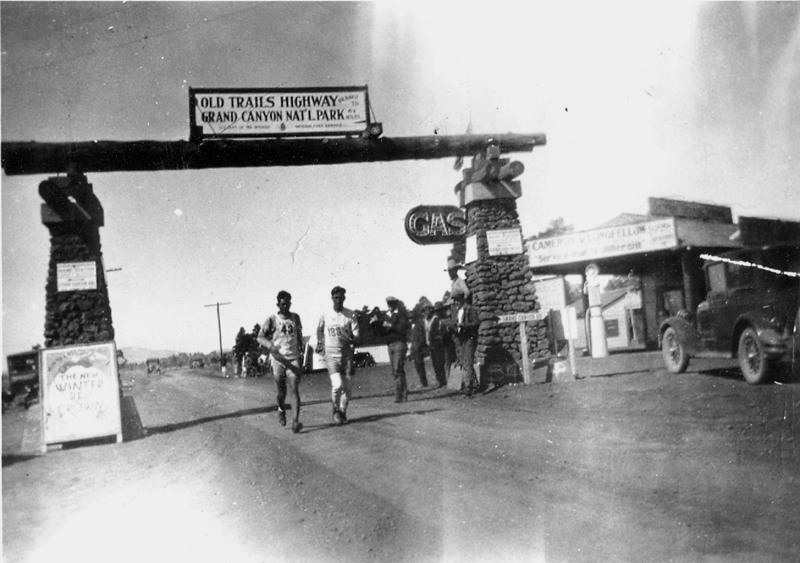
Andy Payne (links) und John Cronick (rechts) beim Zieleinlauf 1928.

Das erste solche Transkontinentalrennen fand im Jahr 1928 unter dem Namen Trans-Continental Race statt. Bekannt wurde es jedoch vor allem unter dem etwas scherzhaften Namen Bunion Derby 1928 (bunion ist die englische Bezeichnung für den Hallux valgus), ein Name, der durch den amerikanischen Kolumnisten Westbrook Pegler geprägt wurde. Das Rennen wurde von „Amerikas erstem Sportagenten“ Charles C. Pyle, der unter anderem Suzanne Lenglen betreute, auf Auftrag der der Route 66 Association organisiert. Die Vereinigung wollte für den neu gegründeten Highway Route 66 werben und kam auf die Idee, eine Laufveranstaltung über die ganze Distanz eines Highways zu veranstalten. Der Werbespruch für den Lauf lautete demnach auch:

“If you could run the length of the highway surly at a run, you could drive it in a car easily.”

„Wenn Sie die Länge des Highways im Laufschritt bewältigen könnten, könnten Sie ihn problemlos mit einem Auto fahren.“

Für eine Teilnahmegebühr von 125 Dollar wurde ein Erster Preis über 25.000 Dollar ausgelobt, für die damalige Zeit eine beträchtliche Summe (eine durchschnittliche Person verdiente damals rund 1.300 Dollar pro Jahr). Diese Summe, zusammen mit dem Versprechen für Kost und Logis zu sorgen, zog nicht nur Spitzenathleten, sondern auch sehr viele Teilnehmer aus den unteren Gesellschaftsschichten an und führten zum vergleichsweise großen Teilnehmerfeld. Pyle richtete neben der Ascot Park Rennbahn in Los Angeles ein Camp ein und ließ vermelden, dass sich Interessierte Personen bis zum 12. Februar 1928 für ein „Abschlusstraining“ einfinden sollten. 275 Männer folgten dem Aufruf und erhielten um 6 Uhr morgens ein Frühstück serviert, bevor sie einen 25 – 50 Meilen (rund 40 – 80 km) langen Lauf absolvieren und sich daraufhin am Nachmittag weiteren Übungen unterziehen mussten. Von den 275 interessierten blieben schlussendlich noch 199 Mann übrig, von denen durch die anwesende Ärzten lediglich 40 eine Bestätigung erhielten, den Strapazen des Rennens gewachsen zu sein. Ein prominenter Arzt namens Dr. K.H. Begg sagte den Teilnehmern sogar voraus, dass sie durch die Anstrengungen eines solchen Laufes rund fünf bis zehn Lebensjahre verlieren würden. Die interessierten ließen sich dadurch jedoch nicht verschrecken und alle 199 gingen an den Start.
Das ganze Rennen war als mediales Großereignis konzipiert. Als Publikumsmagneten setzte Sportagent Pyle einen der bei ihm unter Vertrag stehenden Stars ein: Red Grange, einer der besten Footballspieler seiner Zeit, begleitete den Tross, der wie ein Wanderzirkus durch die Staaten zog. Weitere Attraktionen beinhalteten beispielsweise eine „Human Freak Show“ sowie die konservierte Leiche von Elmer McCurdy. Außerdem wurden jeden Abend Rennberichte von einer fahrenden Rundfunkstation aus übertragen.
Der Startschuss fiel am 4. März 1928 am Legion Ascot Speedway in Los Angeles, Kalifornien und dauerte 84 Tage. Der Lauf führte bis zum 5.509,6 km entfernten und neugebauten Madison Square Garden in New York City, wo von den 199 Startern 55 das Rennen erfolgreich beendeten.
| Platzierung | Vorname, Name           | Nationalität | Herkunftsort                                        | Alter | Zeit         |
| ----------- | ----------------------- | ------------ | --------------------------------------------------- | ----- | ------------ |
| 1.          | Andy Payne              | USA          | Foyil (Oklahoma)                                    | 20    | 573h.04m.34s |
| 2.          | John Salo               | USA          | Passaic (New Jersey) & Finnland                     | 35    | 588h.40m.13s |
| 3.          | Phillip Granville       | Kanada       | Hamilton (Ontario)                                  | 32    | 614h.42m.30s |
| 4.          | Mike Joyce              | USA          | Cleveland (Ohio) & Irland                           | 34    | 636h.43m.03s |
| 5.          | Guisto Umek             | Italien      | Triest                                              | 45    | 641h.27m.16s |
| 6.          | H. William Kerr         | USA          | Minneapolis (Minnesota)                             | ?     | 641h.37m.47s |
| 7.          | Louis J. Perrella       | USA          | Los Angeles (Kalifornien) & Albany (New York)       | ?     | 658h.45m.42s |
| 8.          | Eddie Gardner           | USA          | Los Angeles (Kalifornien) & Seattle                 | 28    | 659h.56m.47s |
| 9.          | Frank R. von Flue       | USA          | Kerman (Kalifornien)                                | ?     | 661h.31m.49s |
| 10.         | John Cronick            | Kanada       | Saskatoon                                           | 24    | 666h.42m.38s |
| 11.         | Harry Abramowitz        | USA          | Bronx                                               | 21    | 679h.41m.16s |
| 12.         | Roy McMurtry            | USA          | Newhall (Santa Clarita, Kalifornien) & Indianapolis | ?     | 705h.42m.52s |
| 13.         | James A. Pollard        | USA          | Reno (Nevada)                                       | 26    | ?            |
| 14.         | August Scherrer         | Schweiz      | Uster                                               | 42    | ?            |
| 15.         | Seth Gonzalez           | USA          | Denver                                              | ?     | 712h.01h.27s |
| 16.         | Allan D. Currier        | USA          | Rogue River (Oregon)                                | 21    | ?            |
| 17.         | Antonio Constantinoff   | USA          | Toronto, Kanada & Russland                          | 21    | ?            |
| 18.         | Arthur E. Killingsworth | USA          | Lomis (Kalifornien)                                 | 34    | ?            |
| 19.         | George Rehayn           | Deutschland  | Daly City & Deutschland                             | 40    | 721h.38m.40s |
| 20.         | Fred Kamler             | Deutschland  | Miami Beach & Deutschland                           | ?     | 732h.42m.14s |
| 21.         | Paul A. Smith           | USA          | Gates (Oregon)                                      | 43    | ?            |
| 22.         | George Liebergall       | Kanada       | Bellevue (Alberta)                                  | 24    | ?            |
| 23.         | Roy T. Sandsberry       | USA          | Los Angeles, CA                                     | ?     | ?            |
| 24.         | John Vierra             | USA          | Alameda, CA (Hawaii)                                | 24    | ?            |
| 25.         | H.S. (Hoke) Norville    | USA          | Los Angeles, CA                                     | 28    | ?            |
| 26.         | William Morady          | USA          | Newark, NJ                                          | 22    | 803h.47m.s   |
| 27.         | Norman Cadeluffi        | USA          | Codeluppi Pasadena, CA                              | 20    | ?            |
| 28.         | Harry R. Gunn           | USA          | Los Angeles, CA                                     | 25    | ?            |
| 29.         | Arthur Richman          | USA          | Brooklyn, NY                                        | ?     | ?            |
| 30.         | George Juskick          | Polen        | Polen                                               | 35    | ?            |
| 31.         | Stanley Stevens         | Kanada       | Calgary, Alberta, Kanada                            | ?     | ?            |
| 32.         | Karl L. Larsen          | USA          | Los Angeles, CA                                     | 23    | ?            |
| 33.         | John Stone, Jr.         | USA          | Marion, IN                                          | 23    | ?            |
| 34.         | Teodocio C. Rivera      | USA          | Minneapolis, MN & Manila, Philippinen               | ?     | ?            |
| 35.         | Tobie Joseph Cotton     | USA          | Los Angeles, CA & New Orleans, LA                   | 16    | ?            |
| 36.         | Paul Simpson            | USA          | Burlington, NC                                      | 23    | ?            |
| 37.         | Wynn R. Roberts         | USA          | Wallace, ID                                         | 23    | ?            |
| 38.         | Herbert Hedeman         | USA          | New York, NY & Australia                            | 46    | ?            |
| 39.         | Richard J. Thomas       | USA          | Brooklyn, NY & Cornwall, England                    | 21    | ?            |
| 40.         | Guy B. Shields          | USA          | Los Angeles, CA                                     | 36    | ?            |
| 41.         | C.R. (Claude) Brown     | USA          | Home Gardens, CA                                    | ?     | ?            |
| 42.         | Thomas B. Ellis         | USA          | Los Angeles, CA & Hamilton, Kanada                  | ?     | 924h.06m.23s |
| 43.         | Alfred Middlestate      | USA          | Baltimore, MD                                       | 28    | ?            |
| 44.         | Samuel Richman          | USA          | New York, NY                                        | ?     | ?            |
| 45.         | Sammy Robinson          | USA          | Atlantic City, NJ                                   | 32    | ?            |
| 46.         | J. Eugene Germaine      | Kanada       | Montreal, Kanada                                    | ?     | ?            |
| 47.         | John E. Pederson        | USA          | Norway                                              | 43    | ?            |
| 48.         | Morris Richman          | USA          | Mount Vernon, NY                                    | ?     | ?            |
| 49.         | Pat Sullivan Harrison   | USA          | Los Angeles, CA & Sullivan, MO                      | 25    | ?            |
| 50.         | Wildfire Thompson       | USA          | Berryville, AR                                      | 27    | 1000 plus    |
| 51.         | Sydney S. Morris        | USA          | Los Angeles, CA                                     | 43    | ?            |
| 52.         | Ernest A. Cooney        | USA          | Los Angeles, CA                                     | 23    | ?            |
| 53.         | Juri Lossman            | Estland      | Tallinna, Estland                                   | 37    | ?            |
| 54.         | Mike Kelly              | USA          | Goshen, IN                                          | 22    | ?            |
| 55.         | Anton Isele             | Österreich   | Austria                                             | ?     | ?            |

#### Durchschnittliche Geschwindigkeit
1. Andy Payne: 5,97 mi/h (9,61 km/h)
2. John Salo: 5,81 mi/h (9,35 km/h)
3. Phillip Granville: 5,57 mi/h (8,96 km/h)
4. Henrik Timon Pass: 6,23 mi/h  (7,91 km/h)

#### Erfolgsquote
27,6 % Erfolgsquote

### „Bunion Derby“ 1929
Obwohl C. C. (‘Cash and Carry’) Pyle bei der ersten Austragung des Rennens im Jahr 1928 100.000 Dollar Verlust schrieb, war er überzeugt, dass er mit den Transamerikaläufen ein Vermögen zu machen sei. 1929 lancierte er deshalb eine zweite Austragung, diesmal auf der umgekehrten Route von New York zurück nach Los Angeles auf einer südlicheren Route. Ein Preisgeld wurde diesmal für die ersten 15 Läufer ausgelobt. Nach 5 Tagen waren nur noch 51 Läufer im Rennen (von über 100 gestarteten). Nach 10 Tagen waren es nur noch 36 und nach 3 Wochen waren es nur noch 31 Läufer. Nur 19 Läufer schafften es bis nach Los Angeles. Der letztjährige zweite, Johnny Salo, gewann das Rennen gegen Peter Gavuzzi (der in der ersten Austragung aussteigen musste) mit einem Vorsprung von lediglich 2 Minuten und 46 Sekunden. Keiner von ihnen bekam sein Preisgeld, denn C.C. Pyle war durch das Rennen temporär bankrottgegangen. Harry Abrams ging in die Geschichte ein, weil er 1928 und 1929 an beiden Läufen teilnahm und als bis dato einziger das Land in beiden Richtungen zu Fuss durchquerte. Die Ausgabe von 1929 war zum damaligen Zeitpunkt mit 5.720 km das längste Straßenrennen der Welt gewesen.
| Platzierung | Vorname, Name         | Alter | Nationalität   | Zeit      |
| ----------- | --------------------- | ----- | -------------- | --------- |
| 1.          | John Salo             | 36    | USA            | 525:57:20 |
| 2.          | Peter Gavuzzi         | 23    | Großbritannien | 526:00:07 |
| 3.          | Guisto Umek           | ?     | Italien        | 538:46:52 |
| 4.          | Samuel Richman        | ?     | USA            | 571:29:29 |
| 5.          | Paul Simpson          | 24    | USA            | 586:30:53 |
| 6.          | Phillip Granville     | 33    | Kanada         | 618:54:23 |
| 7.          | Mike M. B. McNamara   | 38    | Australien     | 627:45:28 |
| 8.          | Herbert Hedeman       | 47    | USA            | 631:23:48 |
| 9.          | Harry Abramowitz      | 22    | USA            | 634:46:20 |
| 10.         | Mike Joyce            | 35    | USA            | 689:02:52 |
| 11.         | Guy B. Shields        | 37    | USA            | 698:17:29 |
| 12.         | Edwin Harbine         | 28    | USA            | 727:56:16 |
| 13.         | Elmer Crowley         | 23    | USA            | 742:00:27 |
| 14.         | Pat Sullivan Harrison | 26    | USA            | 748:20:51 |
| 15.         | Joseph Spangler       | 21    | USA            | 755:59:14 |
| 16.         | George Rehayn         | 41    | Deutschland    | 765:00:52 |
| 17.         | Charles Eskins        | 42    | USA            | 783:56:46 |
| 18.         | Morris Richman        | ?     | USA            | 854:11:11 |
| 19.         | George Juskick        | 36    | Polen          | 882:07:34 |

#### Durchschnittliche Geschwindigkeit
1. John Salo: 6.757 mi/h (10.874 km/h)
2. Peter Gavuzzi: 6.756 mi/h (10.873 km/h)
3. Guisto Umek: 6.596 mi/h (10.615 km/h)

#### Erfolgsquote
24,7 % Erfolgsquote

### Runner's WorldTrans America Footrace 1992
In den Jahren 1992–1995 wurden in Anlehnung an die Bunion Derbys vier weitere Transamerikaläufe durchgeführt. Die Rennen führten von Huntington Beach in Kalifornien nach New York. Gesponsert wurde das Rennen lediglich von einem Hersteller von Sportriegeln, einem Sportgetränkehersteller und einem Laufmagazin.
| Platzierung | Vorname, Name       | Alter | Nationalität   | Zeit       | Teilnahmen an Transkontinentalläufen     |
| ----------- | ------------------- | ----- | -------------- | ---------- | ---------------------------------------- |
| 1.          | David Warady        | 35    | USA            | 521:35:57  | (USA 1992)                               |
| 2.          | Milan Milanovic     | 32    | Schweiz        | +5:40:24   | (USA 1992, Europa 2012)                  |
| 3.          | Tom Rogozinski      | 24    | USA            | +7:12:57   | (USA 1992)                               |
| 4.          | Richard Westbrook   | 45    | USA            | +15:57:07  | (USA 1992)                               |
| 5.          | Emile Laharrague    | 45    | Frankreich     | +21:02:06  | (USA 1992)                               |
| 6.          | Edward Kelley       | 34    | USA            | +23:33:48  | (USA 1992, USA 1993)                     |
| 7.          | Helmut Schieke      | 53    | Deutschland    | +41:29:43  | (USA 1992, Australien 2001)              |
| 8.          | Peter Hodson        | 37    | Großbritannien | +74:44:04  | (USA 1992)                               |
| 9.          | Stefan Schlett      | 30    | Deutschland    | +97:52:25  | (USA 1992, Australien 2001, Europa 2003) |
| 10.         | Marty Sprengelmeyer | 46    | USA            | +119:20:33 | (USA 1992)                               |
| 11.         | John Wallis         | 55    | USA            | +131:38:40 | (USA 1992)                               |
| 12.         | John Surdyk         | 36    | USA            | +173:54:44 | (USA 1992)                               |
| 13.         | Serge Debladis      | 44    | Frankreich     | +182:33:13 | (USA 1992)                               |

### Runner's WorldTrans America Footrace 1993
| Platzierung | Vorname, Name     | Alter | Nationalität | Zeit       | Teilnahmen an Transkontinentalläufen |
| ----------- | ----------------- | ----- | ------------ | ---------- | ------------------------------------ |
| 1.          | Ray Bell          | 46    | USA          | 486:41:08  | (USA 1993, USA 1995)                 |
| 2.          | Patrick Farmer    | 31    | Australien   | +15:49:15  | (USA 1993, USA 1995)                 |
| 3.          | Lorna Michael (f) | 34    | USA          | +99:33:59  | (USA 1993)                           |
| 4.          | Edward Kelley     | 35    | USA          | +121:22:02 | (USA 1992, USA 1993)                 |
| 5.          | Tomoya Takaishi   | 51    | Japan        | +149:29:38 | (USA 1993)                           |
| 6.          | Rüdiger Dittmann  | 32    | Deutschland  | +203:49:55 | (USA 1993)                           |

#### Durchschnittliche Geschwindigkeit
1. Ray Bell: 5,98 mi/h (9,63 km/h)
2. Patrick Farmer: 5,80 mi/h (9,33 km/h)
3. Lorna Michael (f): 4,96 mi/h (7,99 km/h)

#### Erfolgsquote
46,1 % Erfolgsquote

### Runner's WorldTrans America Footrace 1994
| Platzierung | Vorname, Name    | Alter | Nationalität | Zeit      | Teilnahmen an Transkontinentalläufen |
| ----------- | ---------------- | ----- | ------------ | --------- | ------------------------------------ |
| 1.          | Istvan Sipos     | 35    | Ungarn       | 517:43:02 | (USA 1994)                           |
| 2.          | Dante Ciolfi     | 39    | USA          | +45:28:02 | (USA 1994)                           |
| 3.          | Michiyoshi Kaiho | 50    | Japan        | +69:19:00 | (USA 1994, USA 1995)                 |
| 4.          | Motohiko Sato    | 29    | Japan        | +78:55:20 | (USA 1994)                           |
| 5.          | Kawika Spaulding | 40    | USA          | +81:05:22 | (USA 1994)                           |

#### Durchschnittliche Geschwindigkeit
1. Istvan Sipos: 6,65 mi/h (9,09 km/h)
2. Dante Ciolfi: 5,19 mi/h (8,36 km/h)
3. Michiyoshi Kaiho: 4,98 mi/h (8,02 km/h)

#### Erfolgsquote
35,7 % Erfolgsquote

### Runner's WorldTrans America Footrace 1995
| Platzierung | Vorname, Name    | Alter | Nationalität | Zeit       | Teilnahmen an Transkontinentalläufen     |
| ----------- | ---------------- | ----- | ------------ | ---------- | ---------------------------------------- |
| 1.          | Dusan Mravlje    | 42    | Slowenien    | 427:59:00  | (USA 1995. Australien 2001. Europa 2003) |
| 2.          | Ray Bell         | 47    | USA          | +16:50:31  | (USA 1993, USA 1995)                     |
| 3.          | David Horton     | 45    | USA          | +21:27:51  | (USA 1995)                               |
| 4.          | Patrick Farmer   | 32    | Australien   | +33:14:50  | (USA 1993, USA 1995)                     |
| 5.          | Nobuaki Koyago   | 38    | Japan        | +34:25:58  | (USA 1995)                               |
| 6.          | Manfred Leismann | 48    | Deutschland  | +53:32:18  | (USA 1995. Europa 2003)                  |
| 7.          | Jun Onoki        | 40    | Japan        | +89:01:04  | (USA 1995)                               |
| 8.          | Eiko Endo, (f)   | 45    | Japan        | +123:46:01 | (USA 1995)                               |
| 9.          | Michiyoshi Kaiho | 51    | Japan        | +141:54:26 | (USA 1994, USA 1995)                     |
| 10.         | Don Winkley      | 57    | USA          | +307:37:43 | (USA 1995)                               |

#### Durchschnittliche Geschwindigkeit
1. Dusan Mravlje: 6,79 mi/h (10,93 km/h)
2. Ray Bell: 6,53 mi/h (10,51 km/h)
3. David Horton: 6,47 mi/h (10,41 km/h)

#### Erfolgsquote
71,4 % Erfolgsquote

### Run Across America 2002
| Platzierung | Vorname, Name       | Alter | Nationalität | Zeit                   | Teilnahmen an Transkontinentalläufen |
| ----------- | ------------------- | ----- | ------------ | ---------------------- | ------------------------------------ |
| 1.          | Martin Wagen        | 32    | Schweiz      | 514:45:05              | (USA 2002. Europa 2003, Europa 2009) |
| 2.          | Shoji Nishi         | 54    | Japan        | 574:45:12 (+60:00:07)  | (USA 2002)                           |
| 3.          | Yuji Takeishi       | 56    | Japan        | 613:33:33 (+98:48:28)  | (USA 2002. Europa 2003)              |
| 4.          | Nobuyuki Shimojima  | 56    | Japan        | 631:28:11 (+116:43:06) | (USA 2002)                           |
| 5.          | Kazuko Kaihata (f)  | 48    | Japan        | 643:37:09 (+128:52:04) | (USA 2002. Europa 2009, Europa 2012) |
| 6.          | Makoto Koshita      | 51    | Japan        | 679:31:04 (+164:45:59) | (USA 2002, USA 2011, Europa 2012)    |
| 7.          | Yasuo Kanai         | 63    | Japan        | 709:06:35 (+194:21:30) | (USA 2002. Europa 2003, Europa 2009) |
| 8.          | Mariko Sakamoto (f) | 54    | Japan        | 773:47:10 (+259:02:05) | (USA 2002. Europa 2003)              |

#### Durchschnittliche Geschwindigkeit
1. Martin Wagen: 5,99 mi/h (9,64 km/h)
2. Shoji Nishi: 5,37 mi/h (8,64 km/h)
3. Yuji Takeishi: 5,03 mi/h (8,09 km/h)

Insgesamt: 5,03 mi/h (8,09 km/h)

### Runner's WorldTrans America Footrace 2004
| Platzierung | Vorname, Name           | Alter | Nationalität | Zeit                   | Teilnahmen an Transkontinentalläufen |  |
| 1.          | Bobby Brown             | 35    | GB           | 510:47:24              | (Australien 2001. USA 2004)          |  |
| 2.          | Luc Dumont Saint Priest | 39    | Frankreich   | 573:08:53 (+62:21:29)  | (Europa 2003. USA 2004)              |  |
| 3.          | Russell Allison         | 40    | USA          | 598:21:20 (+87:33:56)  | (USA 2004)                           |  |
| 4.          | Kazuhiko Horiguchi      | 36    | Japan        | 688:43:34 (+177:56:10) | (USA 2004)                           |  |
| 5.          | Olivier Forti           | 32    | Frankreich   | 708:46:42 (+197:59:18) | (USA 2004)                           |  |
| 6.          | Takasumi Senoo          | 21    | Japan        | 813:43:39 (+302:56:15) | (USA 2004. Europa 2009)              |  |

#### DNF
- DNF in der Etappe 55: Don Winkley (USA)
- DNF in der Etappe 10: Graeme Best (Neuseeland)
- DNF in der Etappe 10: Louis Rodriguez (USA)
- DNF in der Etappe 5: Edward Dramberger (USA)
- DNF in der Etappe 2: Will Campbell (USA)

#### Durchschnittliche Geschwindigkeit
1. Bobby Brown: 6,03 mi/h (9,70 km/h)
2. Luc Dumont Saint Priest: 5,38 mi/h (8,65 km/h)
3. Russell Allison: 5,15 mi/h (8,28 km/h)

#### Erfolgsquote
54,5 %

### Los Angeles – New York Footrace 2011
| Platzierung | Vorname, Nachname | Age | Nationalität | Zeit      | km/h | Teilnahmen an Transkontinentalläufen |
| ----------- | ----------------- | --- | ------------ | --------- | ---- | ------------------------------------ |
| 1.          | Rainer Koch       | 31  | Deutschland  | 522:55:56 | 9,83 | (Europa 2009. USA 2011)              |
| 2.          | Patrick Malandain | 51  | Frankreich   | 629:58:22 | 8,16 | (USA 2011)                           |
| 3.          | Italo Orru        | 48  | Italien      | 630:31:16 | 8,15 | (USA 2011)                           |
| 4.          | Serge Girard      | 58  | Frankreich   | 694:12:53 | 7,40 | (USA 2011)                           |
| 5.          | Alexandro Bellini | 33  | Italien      | 746:28:49 | 6,88 | (USA 2011)                           |
| 6.          | James Adams       | 31  | GB           | 781:16:32 | 6,58 | (USA 2011)                           |
| 7.          | Makoto Koshita    | 60  | Japon        | 830:33:43 | 6,19 | (USA 2002, USA 2011. Europa 2012)    |
| 8.          | Yoshiaki Bando    | 44  | Japon        | 848:30:27 | 6,06 | (USA 2011)                           |

#### DNF
- DNF in Etappe 8: Gérard Bavato
- DNF in Etappe 8: Markus Mueller
- DNF in Etappe 4: Yoshiaki Ishihara
- DNF in Etappe 4: Yoshimi Tanaka
- DNF in Etappe 4: Jenni De Groot
- DNF in Etappe 2: Phillippe Grizard

#### Erfolgsquote
57,1 %

### Run Across America on Trail
| Platzierung | Vorname, Nachname    | Age | Nationalität | Zeit       |
| ----------- | -------------------- | --- | ------------ | ---------- |
| 1.          | Mike Samuelson       | USA | 719:47:13    | (USA 2012) |
| 2.          | Jennifer Bradley (f) | GB  | 720:26:40    | (USA 2012) |

#### Durchschnittliche Geschwindigkeit
1. Mike Samuelson: 4.592 mi/h (7,39 km/h)
2. Jennifer Bradley (f):4.586 mi/h (7,38 km/h)

#### Erfolgsquote
50 %

## Solo-Läufe
Den meisten Leuten ist der (fiktive) Dauerlauf von Forrest Gump quer durch die USA bekannt. Auch in der Realität haben einige Sportler solche Sololäufe absolviert:

### Rickey Gates 2017
Rickey Gates, ein US-amerikanischer Ultraläufer, durchquerte vom 1. März bis zum 1. August 2017 die USA ohne Unterstützung. Auf seiner Reise fotografierte er verschiedenste Landsleute und porträtierte sie in Textform in seinem nach dem Lauf veröffentlichten Buch, ursprünglich mit der Intention ein möglichst authentisches Bild der amerikanischen (Wahl-)Bevölkerung nach der erfolgreichen Wahl Donald Trumps zu erhalten. Der Lauf führte ihn von Folly Beach (South Carolina) über eine 5.955 km lange Route bis nach San Francisco. Gates setzte sich ein Budget von 5.000 Dollar (1.000 Dollar pro Monat) und führte seine Habseligkeiten in einem Kinderwagen mit.

### Rob Pope 2018
Der Engländer Rob Pope wiederholte den Lauf von Forrest Gump (d. h. 5 Mal hin und zurück) und lief in 422 Tagen 15.621 Meilen. Er begann am 15. September 2016 – wie sein Vorbild in Mobile (Alabama) – und endete – wie das filmische Vorbild – am 29. April 2018 im Monument Valley (Arizona). Der Lauf fand ohne Sponsor statt, unterstützt wurde er nur von seiner Frau.